# Thyone quadruperforata
Thyone quadruperforata is een zeekomkommer uit de familie Phyllophoridae.
De wetenschappelijke naam van de soort werd in 1954 gepubliceerd door Gustave Cherbonnier.